# Pimpinella squamosa
Pimpinella squamosa är en flockblommig växtart som beskrevs av Karjagin. Pimpinella squamosa ingår i släktet bockrötter, och familjen flockblommiga växter. Inga underarter finns listade i Catalogue of Life.